# Cirauqui
Cirauqui en espagnol ou Zirauki en basque, est une municipalité de la communauté forale de Navarre, dans le Nord de l'Espagne.
Elle est située dans la zone linguistique mixte de la province et à 30,2 km de sa capitale, Pampelune. Le village est le chef-lieu de la municipalité.

## Étymologie
Zirauki en basque peut se traduire par « nid de vipère ». Le nom est attesté dès 1046 sous la forme ciroqui et en 1283 sous la forme çirauqui.

## Géographie
Cirauqui se dresse sur un promontoire rocheux, dans la vallée du rio Salado.
Le Camino francés du Chemin de Saint-Jacques-de-Compostelle passe par cette localité.

### Localités limitrophes
- Guesálaz au nord.
- Guirguillano et Mañeru à l'est.
- Villatuerta et Yerri à l'ouest.
- Mendigorría au sud.

## Histoire
Préhistoire

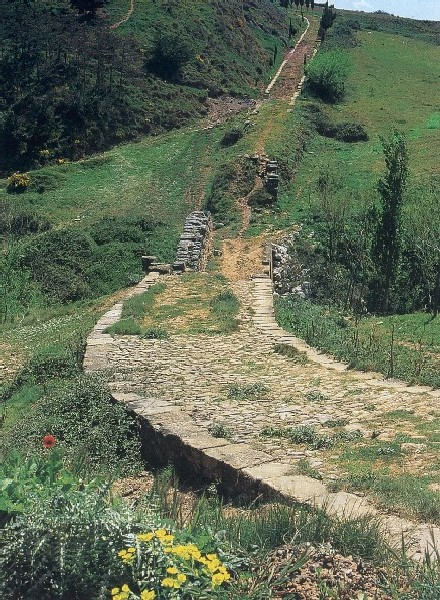
La chaussée romaine

Zirauki (en basque) est également le lieu ou fut retrouvé en 1991 l'un des plus beaux spécimens d'Europe de crâne trépané datant de plus de 4 500 ans. De grands spécialistes accréditent la thèse d'une intervention évoluée. Les bords cicatrisés démontrant que cet homme a survécu au moins plusieurs mois à l'intervention.
Empire romain
Les vestiges de pont et de voie antique attestent de l'époque romaine
Moyen Âge
L’église San Roman, du XIIIe siècle, tout comme l'église, Santa Catalina, sont les noyaux d'un peuplement qui commença dès avant le XIe siècle.
La ville s'agrandit ensuite sur les pentes coniques de la colline.

## Démographie
Sa population était de 502 habitants en 2010 (statistiques INE)
| Évolution démographique                                   | Évolution démographique | Évolution démographique | Évolution démographique | Évolution démographique | Évolution démographique | Évolution démographique | Évolution démographique | Évolution démographique | Évolution démographique | Évolution démographique | Évolution démographique |
| 1996                                                      | 1998                    | 1999                    | 2000                    | 2001                    | 2002                    | 2003                    | 2004                    | 2005                    | 2006                    | 2007                    | 2010                    |
| --------------------------------------------------------- | ----------------------- | ----------------------- | ----------------------- | ----------------------- | ----------------------- | ----------------------- | ----------------------- | ----------------------- | ----------------------- | ----------------------- | ----------------------- |
| 454                                                       | 450                     | 458                     | 454                     | 456                     | 452                     | 445                     | 462                     | 482                     | 480                     | 486                     | 502                     |
| Sources : Cirauqui et instituto de estadística de navarra |                         |                         |                         |                         |                         |                         |                         |                         |                         |                         |                         |

## Administration
Le secrétaire de mairie est aussi celui de Artazu, Guirguillano, Mañeru[réf. nécessaire].
| Mandat    | Nom de l'alcalde | Parti politique                             |
| --------- | ---------------- | ------------------------------------------- |
| 2003-2007 |                  |                                             |
| 2007-2011 | Pedro Apesteguía | CAI (Candidatura Asamblearia Independiente) |

## Culture et patrimoine

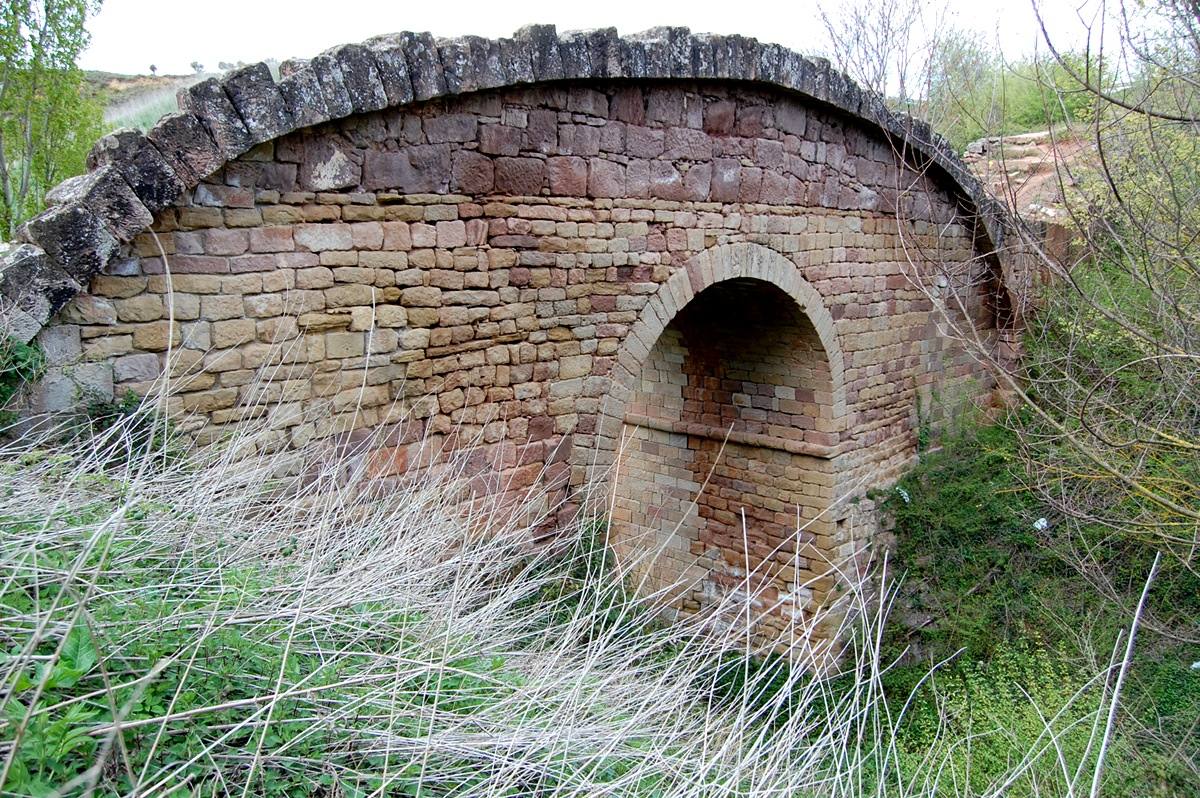
Pont romain sur l'antique voie de Pompaelo à Vareia, aujourd'hui Chemin de Saint-Jacques-de-Compostelle.

### Patrimoine civil
La Calzada
Ancienne chaussée romaine qui va jusqu'au bout du coteau, franchit un ruisseau affluent du Salado sur un pont à dos d'âne, romain ou roman.

### Patrimoine Religieux
L’église San Roman

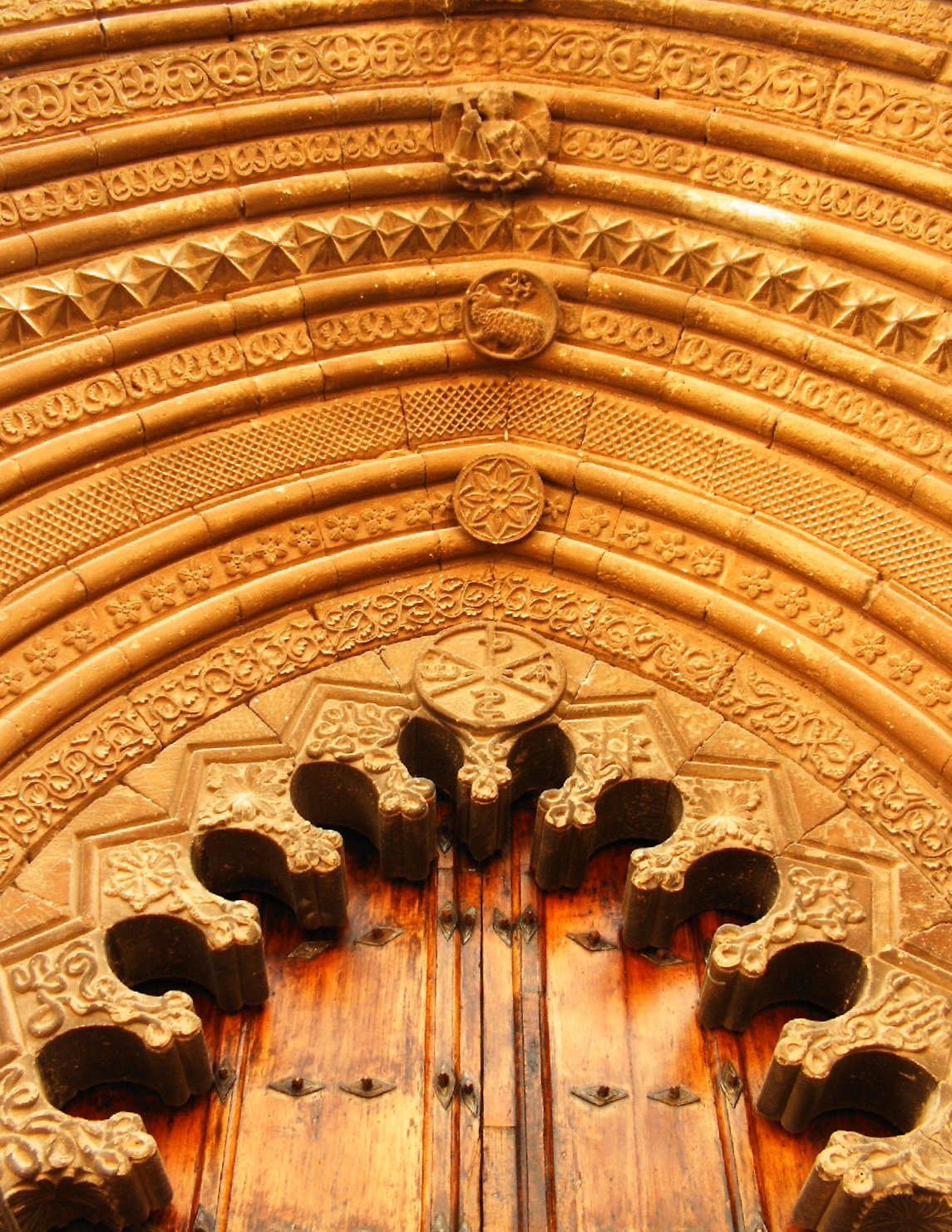
Portail roman de l'église de San Román.

Elle présente l'une des trois portes polylobées d'influence mozarabe du parcours.

### Pèlerinage de Compostelle
Sur le Camino francés du Pèlerinage de Saint-Jacques-de-Compostelle, on vient de Mañeru. La prochaine halte est Lorca, son église El Salvador et son pont médiéval sur le rio Salado.
À Cirauqui, le chemin passe sous une porte fortifiée devant laquelle se trouve une stèle discoïdale. Puis c'est la montée d'une rue typiquement médiévale bordée de blasons et de murs en corniche le long desquels courent de petits escaliers.

### Festivités
Fête de la Croix
Les fêtes du Día de la Cruz (14 septembre) se tiennent du 13 au 19 septembre.

### Personnages mythiques
- Txutxin, terreur des enfants et blousons noirs forains.
- El Poeta, chamane local, boit des enseignements de Castaneda.

## Personnalités
- Antonio Laita Viguria, peintre réaliste.